# 1,1,2,2-Tetrachloroetan
1,1,2,2-Tetrachloroetan – organiczny związek chemiczny z grupy halogenoalkanów, czterochloropochodna etanu.
W warunkach normalnych jest to bezbarwna ciecz, o charakterystycznym zapachu podobnym do chloroformu. W wodzie rozpuszcza się słabo. Dobrze rozpuszczalny w alkoholach, chloroformie, eterach, benzenie i nafcie. 1,1,2,2-Tetrachloroetan stosowany jest w przemyśle jako rozpuszczalnik tłuszczów, olejów, żywic, wosku itp. Używany jest ponadto w pralnictwie, do mycia i odtłuszczania metali, przy wytwarzaniu syntetycznego kauczuku, wielu związków organicznych, w tym trichloroetylenu i środków owadobójczych. Może wywoływać choroby nowotworowe. Wykazuje aktywność mutagenną i teratogenną. W warunkach normalnych jest chemicznie stabilny.

## Toksyczność
1,1,2,2-Tetrachloroetan jest substancją toksyczną i rakotwórczą. Pary 1,1,2,2-tetrachloroetanu wchłaniane są bardzo szybko i dobrze z dróg oddechowych. Ciekły 1,1,2,2-tetrachloroetan wchłaniany jest również z przewodu pokarmowego i poprzez nieuszkodzoną skórę. Uszkadza organy wewnętrzne, przede wszystkim wątrobę i nerki. Proces ten jest nieodwracalny i zagrażający zdrowiu i życiu. Dłuższe narażenie na działanie 1,1,2,2-tetrachloroetanu może spowodować długotrwałe, negatywne dla organizmu człowieka, następstwa. Przy zatruciach śmiertelnych występują silne zaburzenia żołądkowo-jelitowe. Uszkodzeniu ulega wątroba.
1,1,2,2-Tetrachloroetan na organizmy ludzkie działa silnie toksycznie. Wywołuje podrażnienie błon śluzowych, skóry, płuc, rogówki. Powoduje uszkodzenie organów wewnętrznych, a w szczególności wątroby i nerek.